# Basilique de Saint-Denis (metropolitana di Parigi)
Basilique de Saint-Denis è una stazione della linea 13 della metropolitana di Parigi.
Si trova nel comune di Saint-Denis.

## Storia
La stazione è stata aperta nel 1976 in occasione dell'unificazione della linea 13 con la vecchia linea 14. Allora era stata chiamata Saint-Denis - Basilique. La vecchia linea collegava il centro della sub-prefettura di Senna-Saint-Denis con il centro di Parigi.
Dal 1992, la parte orientale del centro di Saint-Denis è servita dalla linea T1 della tranvia che conduce alla stazione della linea RER D.
A seguito dell'inaugurazione del prolungamento della linea fino alla stazione Saint-Denis - Université del 25 maggio 1998, è stata ribattezzata Basilique de Saint-Denis. La stazione è decorata artisticamente per rimarcare la valenza artistica della città e della sua cattedrale sacrario dei Re di Francia.

## Interscambi
- Vi sono interconnessioni con gli autobus RATP 153 e 253 e da ottobre 2008 con la nuova linea 239
- A cento metri è situata la fermata del tram della linea T1.

## Nelle vicinanze
Dall'11 marzo 2005 la zona circostante la stazione è divenuta isola pedonale ed è costellata da una serie di negozi.
- Il Municipio di Saint-Denis con la sub-prefettura e il Tribunale d'Istanza.
- La Basilica di Saint-Denis, cattedrale della metà del XII secolo, un dei più importanti esempi dell'architettura gotica e necropoli dei Re di Francia.